# TQLスタジアム
TQLスタジアム（TQL Stadium）は、アメリカ合衆国・オハイオ州シンシナティにあるサッカー専用スタジアム。MLSに所属しているFCシンシナティのホームスタジアムである。
FCバイエルン・ミュンヘンがホームスタジアムとして使用しているアリアンツ・アレーナをモデルとしている。

## 概要
2015年に創設されたFCシンシナティはシンシナティ大学構内にあるニッパート・スタジアムを一時的なホームスタジアムとしてたが、創設初年度から15,000人を越える観客数を記録したため、2016年11月にクラブ専用のスタジアムを建設することを公表した。
2018年1月、3つの建設候補地の中からシンシナティのウェストエンド地区を選定し、同年10月にスタジアムのデザインが公開された。2018年12月18日、総工費2.5億ドルを投じて着工され、1ヶ月の遅れが生じながらも2021年5月1日に落成式が行われ、15日後にはFCシンシナティとインテル・マイアミCFの試合でこけら落としが開催された。

## 開催された主なイベント

### サッカー
- 国際試合

| 日付           | ホームチーム   | 結果 | アウェーチーム | 大会                            |
| -------------- | -------------- | ---- | -------------- | ------------------------------- |
| 2021年11月12日 | アメリカ合衆国 | 2-0  | メキシコ       | 2022 FIFAワールドカップ最終予選 |
| 2022年6月1日   | アメリカ合衆国 | 3-0  | モロッコ       | 親善試合                        |

- 国際試合（女子）

| 日付          | ホームチーム   | 結果 | アウェーチーム | 大会     |
| ------------- | -------------- | ---- | -------------- | -------- |
| 2021年9月21日 | アメリカ合衆国 | 8-0  | パラグアイ     | 親善試合 |

### コンサート
| 日付          | アーティスト | ツアー                  | 観客数   |
| ------------- | ------------ | ----------------------- | -------- |
| 2022年5月15日 | ザ・フー     | The Who Hits Back! Tour | 16,998人 |

## ギャラリー

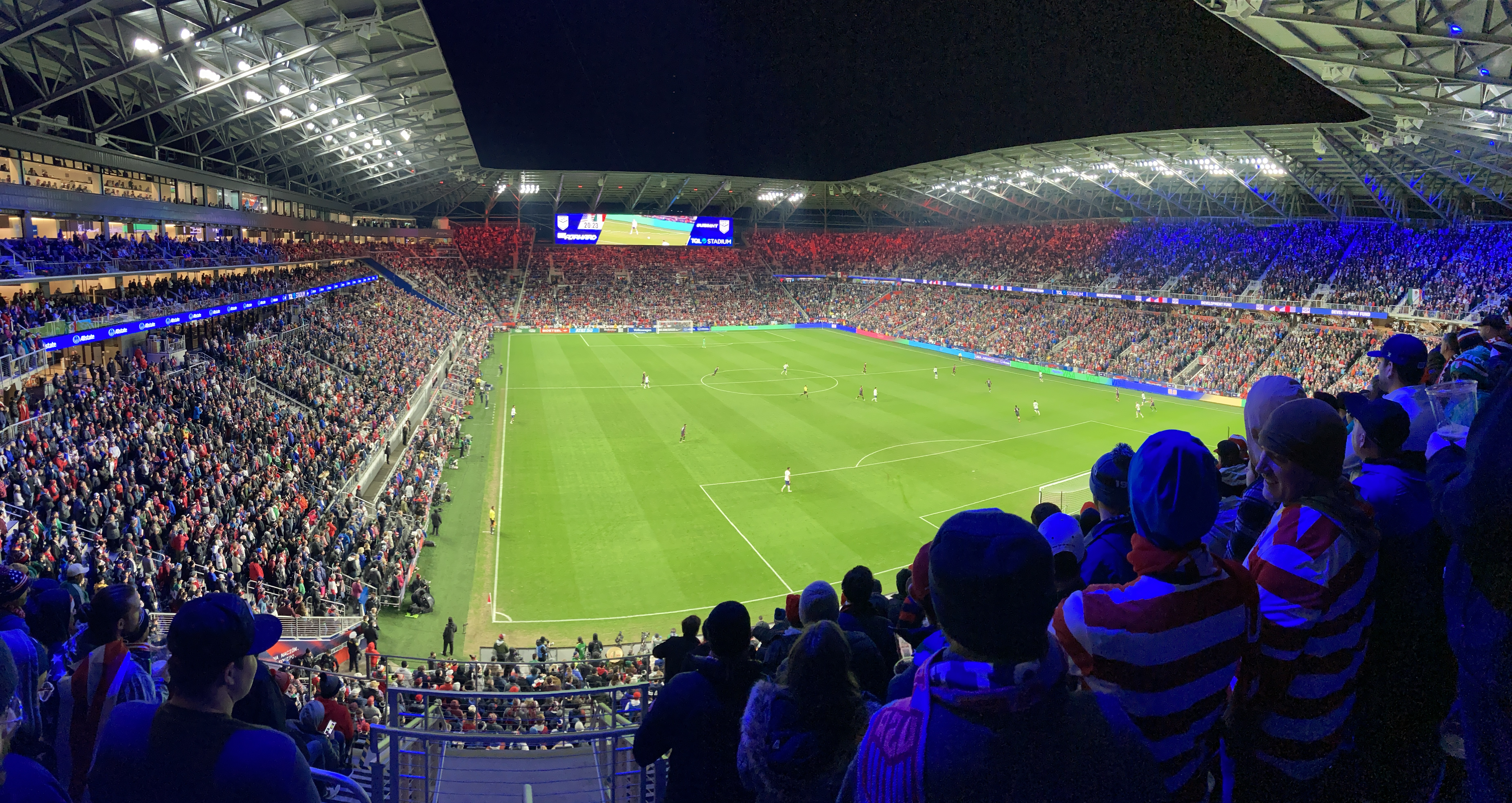
内観
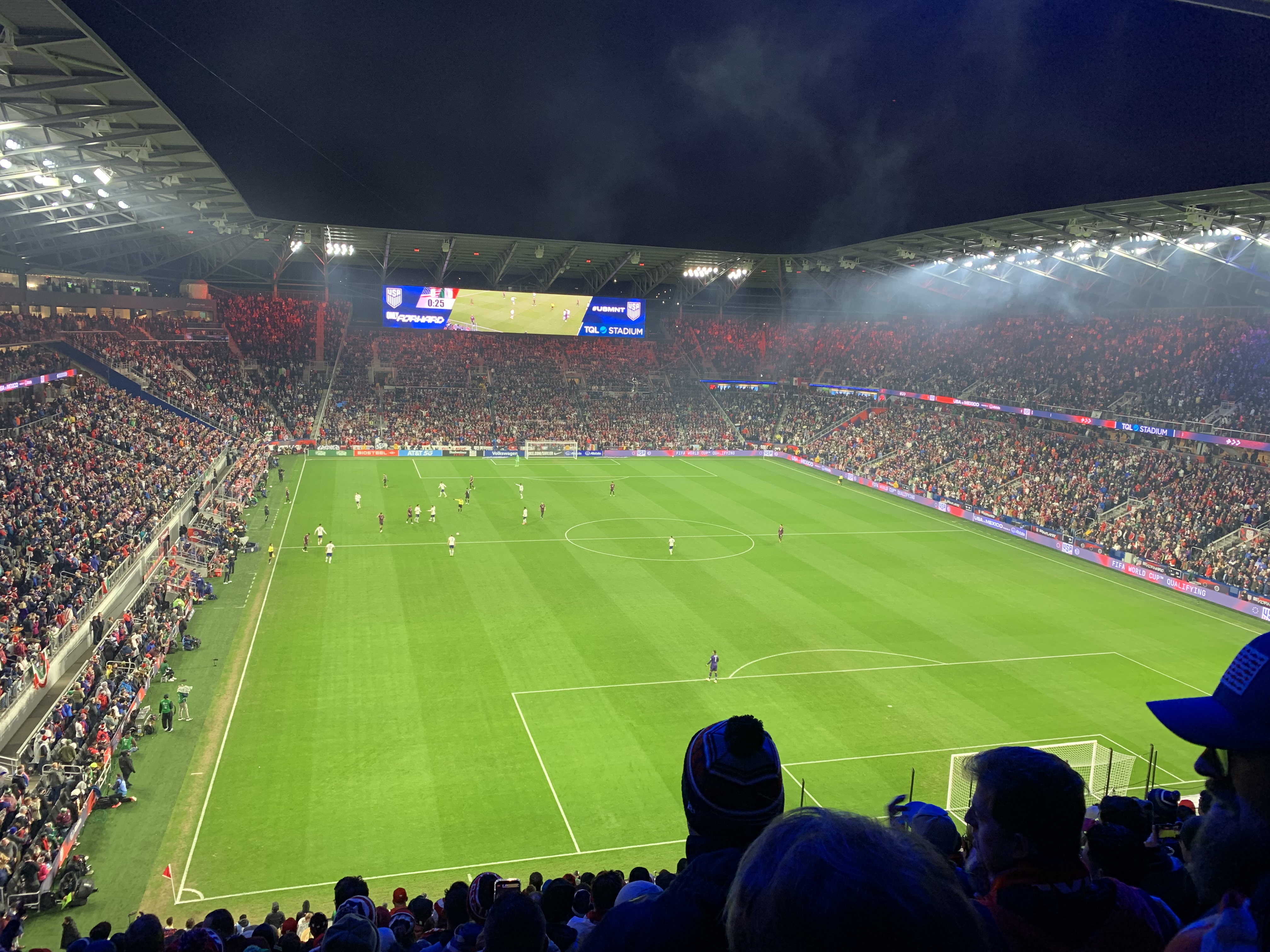
ピッチ
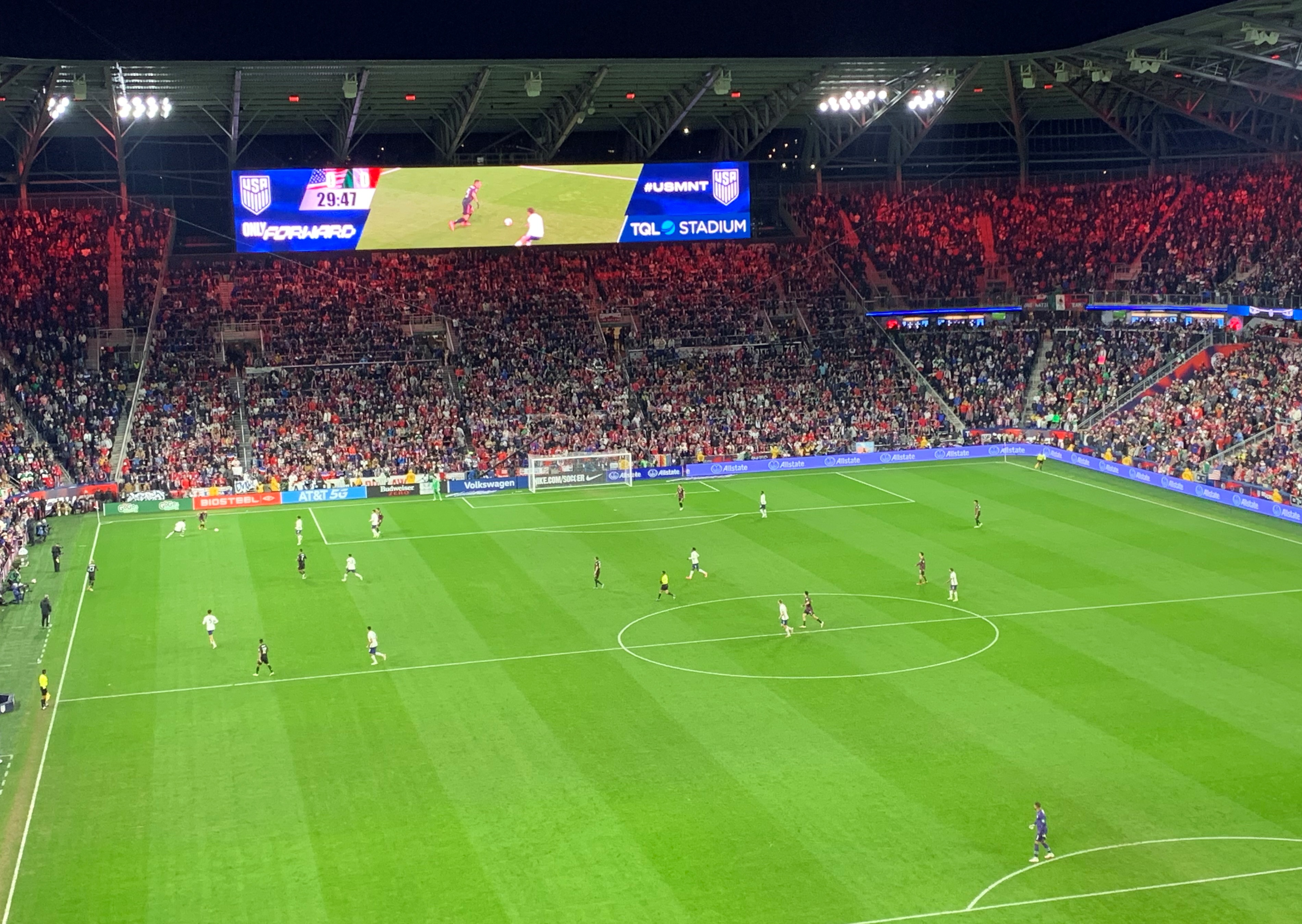
ピッチ2
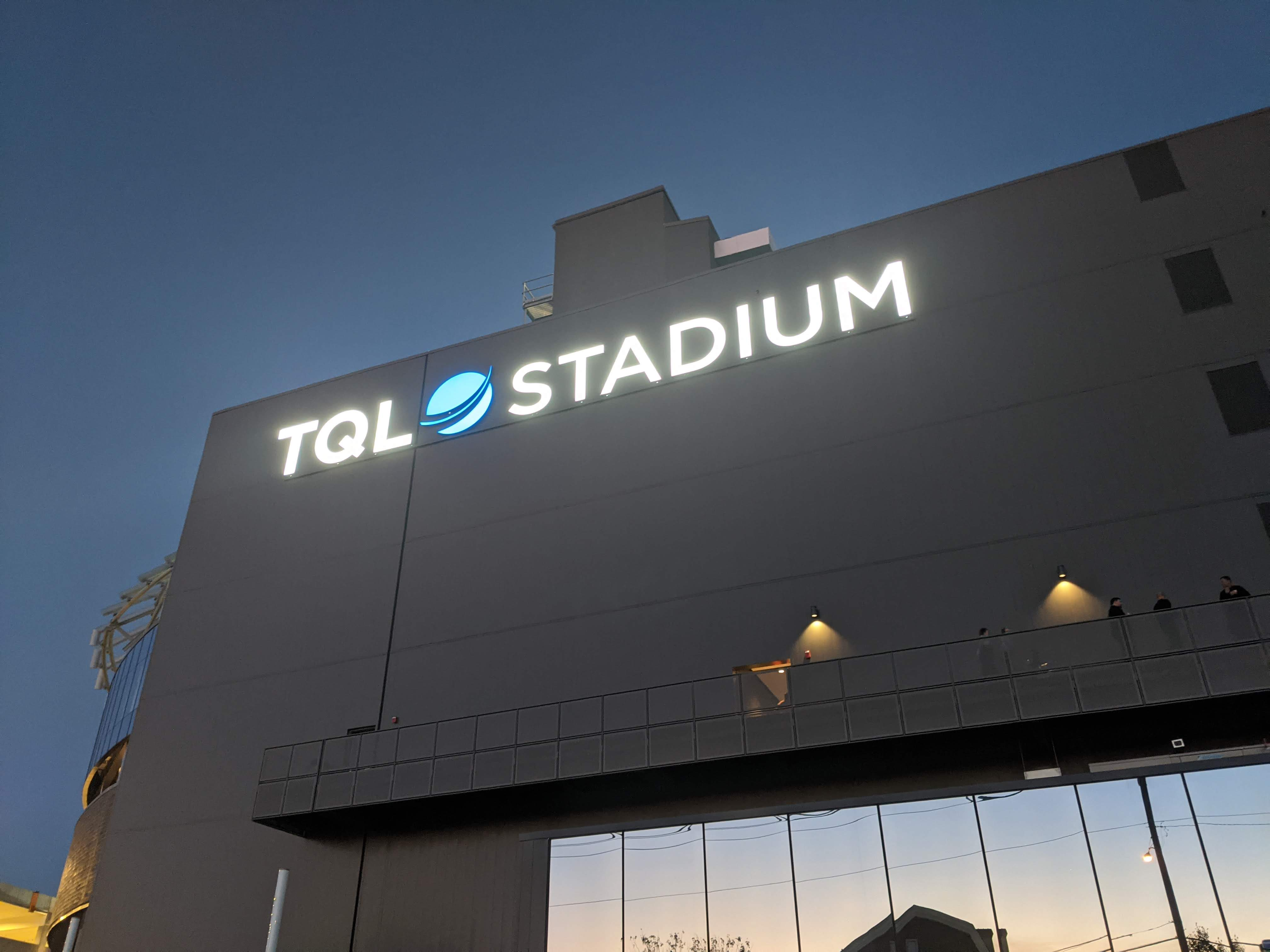
ロゴ